# Саитовский, Эмир
Эмир Саитовский (словен. Емир Саитоски; род. 8 мая 2003) — словенский футболист, вингер клуба «Алюминий».

## Клубная карьера
Саитовский — воспитанник клубов «Олимпия» и «Домжале». 22 июля 2020 года в матче против «Триглава» он дебютировал в чемпионате Словении в составе последних. 9 марта 2022 года в поединке против «Целе» Эмир забил свой первый гол за «Домжале». Летом 2023 года Саитовский перешёл в «Муру». 22 июля в матче против своего бывшего клуба «Домжале» он дебютировал за новую команду. В этом же поединке Эмир забил свой первый гол за «Муру».
Летом 2024 года Саитковский перешёл в «Алюминий». 9 августа в матче против «Быстрицы» он дебютировал во Втором дивизионе Словении. В этом же поединке Эмир забил свой первый гол за «Алюминий».